# Jesús Mena
Jesús Mena (n. 28 mai 1968, Ejido Seis de Octubre, Gómez Palacio⁠(d), Durango, Mexic) este un săritor în apă ce a reprezentat Mexic, medaliat olimpic. A participat la 2 ediții ale Jocurilor Olimpice (1988, 1992) în care a câștigat o medalie de bronz.